# Bergmähwiesen in Obernberg am Brenner
Bergmähwiesen in Obernberg am Brenner este o arie protejată (sit de importanță comunitară — SCI) din Austria întinsă pe o suprafață de 132,03 ha, integral pe uscat.

## Localizare
Centrul sitului Bergmähwiesen in Obernberg am Brenner este situat la coordonatele 47°02′02″N 11°25′42″E / 47.0338°N 11.4282°E.

## Înființare
Situl Bergmähwiesen in Obernberg am Brenner a fost declarat sit de importanță comunitară în septembrie 2019 pentru a proteja un număr necunoscut de specii din flora spontană și fauna sălbatică aflate în arealul zonei.

## Biodiversitate
Situată în ecoregiunea alpină, aria protejată conține 2 habitate naturale: Formațiuni ierboase bogate în specii de Nardus, dezvoltate pe substraturi silicioase în zone montane (și în zone submontane, în Europa continentală), Fânețe montane.
La baza desemnării sitului se află un număr nedeclarat de specii protejate.
Pe lângă speciile protejate, pe teritoriul sitului au mai fost identificate 1 specie de plante.